# Demokraterna (Sverige)
Demokraterna (D eller DEM) är ett politiskt parti i Göteborgs kommun och Västra Götalands län. Partiledare och kommunalråd är Martin Wannholt. Partiet motsätter sig bygget av Västlänken. Andra hjärtefrågor för partiet är bekämpandet av korruption, kriminalitet och segregation.

## Historik
Partiet har sitt ursprung i den ideella föreningen ”Nya Göteborg” som bildades den 5 februari 2017. I samband med en debattartikel i Göteborgs-Posten den 4 maj 2017 lanserades partiet, och vid föreningens första årsmöte den 18 maj 2017 bytte man namn till ”Demokraterna i Göteborg”. Den 16 mars 2018 ändrades partinamnet till enbart "Demokraterna". Detta nya namn har godkänts av Valmyndigheten bland registrerade partibeteckningar i Västra Götaland.
I 2018 års kommunval, partiets första, fick partiet 16,95 procent av rösterna i Göteborg, fjorton mandat och en vågmästarroll i kommunfullmäktige. Partiet fick 2018 även 3,44 % av rösterna i regionvalet för Västra Götalandsregionen och fem mandat i regionfullmäktige.
Efter valet 2018 förhandlade Demokraterna inledningsvis med Alliansen om att gemensamt börja styra kommunen. Förhandlingarna bröt dock samman då allianspartierna inte ville tillmötesgå Demokraternas krav om att stoppa Västlänken.

### Företrädare
Partiet har samlat företrädare över blockgränserna som partiledaren Martin Wannholt (tidigare Moderaterna), pressekreteraren Jan-Olof Ekelund (tidigare Liberalerna), Jahja Zeqiraj (tidigare Socialdemokraterna) och kommunalrådet Henrik Munck (tidigare Miljöpartiet) som anslöt till Demokraterna den 20 mars 2018.
Jan-Olof Ekelund lämnade partiet, fullmäktige och alla sina uppdrag i oktober 2019. Jahja Zeqiraj lämnade partiet i augusti 2019 som fullmäktige och stadssekreterare då han anser att Demokraterna styr vid sidan av, har valt att sätta sig i opposition och driver populistiska frågor. Åse Victorin lämnade partiet i augusti 2019, sina uppdrag och sin fullmäktigeplats då hon anser att det tar för lång tid att förändra via politiken med Demokraternas kunskapsgrupper. Henrik Munck uteslöts ur partiet i september 2021, men valde att sitta kvar i kommunfullmäktige och kommunstyrelsen som politisk vilde.

## Politik
Partiprogrammet kallas "Att-göra-lista för Göteborg". Grunderna för detta partiprogram presenterades första gången vid ett extra årsmöte den 25 november 2017. Partiet har framförallt uppmärksammats för sitt intensiva motstånd mot infrastrukturprojektet Västlänken.

## Valresultat

### Göteborgs kommun
| År   | Röster | %     | Mandat  |
| ---- | ------ | ----- | ------- |
| 2018 | 60 013 | 16,95 | 14 / 81 |
| 2022 | 21 535 | 6,14  | 5 / 81  |

### Region Västra Götaland
| År   | Röster | %    | Mandat  |
| ---- | ------ | ---- | ------- |
| 2018 | 37 163 | 3,44 | 5 / 149 |
| 2022 | 22 729 | 2,11 | 0 / 149 |